# Рэнкин, Роберт
Ро́берт Фле́минг Рэ́нкин (англ. Robert Rankin, род. 27 июля 1949) — плодовитый британский писатель юмористической фантастики. На текущий момент опубликовал 35 романов. Родился в Парсонс Грин, районе Лондона. Проживает в Брайтоне со своей женой. Начал писать в конце 1970-х. Первым романом, вошедшим в список бестселлеров, стал «Snuff Fiction» 1999 года. На тот момент 18 его предыдущих романов были распроданы суммарным тиражом около миллиона копий. Его книги представляют собой причудливую смесь научной фантастики, фэнтези, оккультизма и городских легенд, повторяющихся шуток, и заигрываний со стимпанком. Сам Рэнкин определяет жанр своих книг как «far-fetched fiction» в надежде, что книжные магазины выделят отдельные полки для его книг. В целом, скудная биографическая информация тесно переплетается с вымышленными фактами о себе, которыми писатель щедро снабжал первые издания своих книг. В 2009 году Викторианское Стимпанковское Общество присвоило ему почетное звание члена общества за уникальный вклад в развитие жанра.
Действие большинства романов Рэнкина происходит в Брентфорде, пригороде Лондона, где вырос сам автор, и где, судя по его романам, происходит постоянная борьба с инопланетными захватчиками или древним злом. Обложки к большинству изданий книг также принадлежат авторству писателя. В 2012 году Рэнкин самостоятельно опубликовал серию из первых 23 своих романов в виде приложений для Amazon Kindle, снабдив их новыми авторскими иллюстрациями.
На русском языке на текущий момент издательством АСТ опубликовано два романа Рэнкина: «Танцы с саквояжем вуду» (The dance of the voodoo handbag) и «Чисвикские ведьмы» (The witches of Chiswick) В феврале 2013 года книжный клуб «Realms of books» выпустил ограниченный тираж романа «Snuff fiction» («Мир в табакерке, или Чтиво с убийством», переводчик В. Филиппов).

### Антологии, содержащие произведения Роберта Рэнкина
- The Mammoth Book of Comic Fantasy (1998)

### Рассказы
- «The Boscombe Walters Story» (1996)

### Иллюстрированные работы
- The Bumper Book of Ficts Neil Gardner, иллюстрирована Робертом Рэнкином (2010)
- Empires, написана и иллюстрирована Робертом Рэнкином (2011)
- Alice on Mars, написана и иллюстрирована Робертом Рэнкином (2013)
- The Divine Commodore, написана и иллюстрирована Робертом Рэнкином (2014)